# دوریان فینی اسمیت
دوریان فینی اسمیت (انگلیسی: Dorian Finney-Smith؛ زادهٔ ۴ مهٔ ۱۹۹۳) بازیکن بسکتبال اهل ایالات متحده آمریکا است.
از باشگاه‌هایی که در آن بازی کرده‌است می‌توان به دالاس ماوریکس و بروکلین نتس اشاره کرد.